# Бохтан

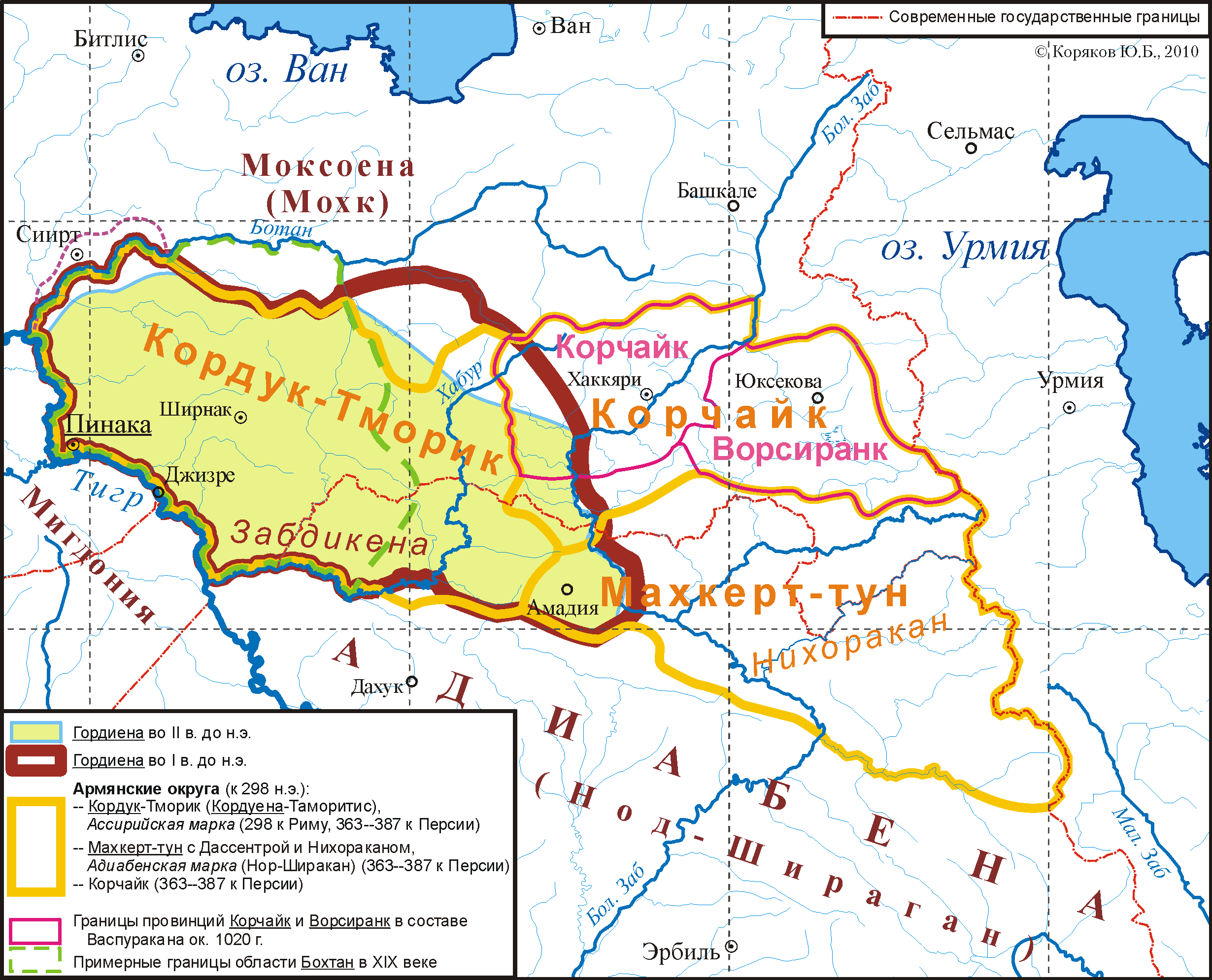
Примерные границы Бохтана (зелёным пунктиром)

Бохта́н (Бухтан, Ботан; Bohtan) — историческая область в Передней Азии на западе Курдистана, на юго-востоке современной Турции. В XIX веке здесь существовал курдский эмират Бохтан, который в разные времена включал и некоторые соседние области.
Бохтан находится к югу от озера Ван. Северной границей Бохтана является река Ботан (Бохтан), западной и частично южной — река Тигр. С юга ограничен нижним течением реки Хабур (совпадает с турецко-иракской границей), с востока — или остальным течением Хабура, или чаще его более западным притоком — рекой Хезиль. На юге области располагается небольшой хребет Джуди. Бохтан примерно совпадает с исторической областью Кордуена (Гордиена) или Кордук.

## Население
К началу XX века большинство населения этой области составляли курды и армяне, в то же время заметным меньшинством были ассирийцы (сирийские христиане). В южной части Бохтана они были в основном халдео-католиками и говорили на диалектах халдейско-арамейского языка. В северной же части были как халдео-католики, так и несториане, и был распространён севернобохтанский язык, сильно отличающийся от остальных северо-восточных новоарамейских языков. В городе Джизре существовала арамеоязычная община курдских евреев.
| Этническая группа | Численность | %   |
| ----------------- | ----------- | --- |
| Курды             | 42 000      | 66  |
| Армяне            | 10 000      | 16  |
| Ассирийцы         | 5 000       | 8   |
| Арабы             | 3 000       | 5   |
| Турки             | 2 500       | 4   |
| Курдские евреи    | 500         | 1   |
| Всего             | 63 000      | 100 |

## История
В древности на месте Бохтана располагались области Пабанха, Хабху. Позднее область Кордуена (Гордиена), во II веке до н. э. входившая в царство Адиабена, затем полунезависимая территория в составе Парфянского царства, временами переходившая под власть Армении (Кордовк) или Римской империи. В начале 1 тыс. входила в административные единицы Арбаестан (Бет-Арбае) или Месопотамия, спорные между Римом и Парфией/Сасанидами. В средние века называлась по-армянски Кордуац (Korduac̣), Кордук (Korduḳ) или Корчайк, по-арабски Карда (Qardā).

### Курдский эмират

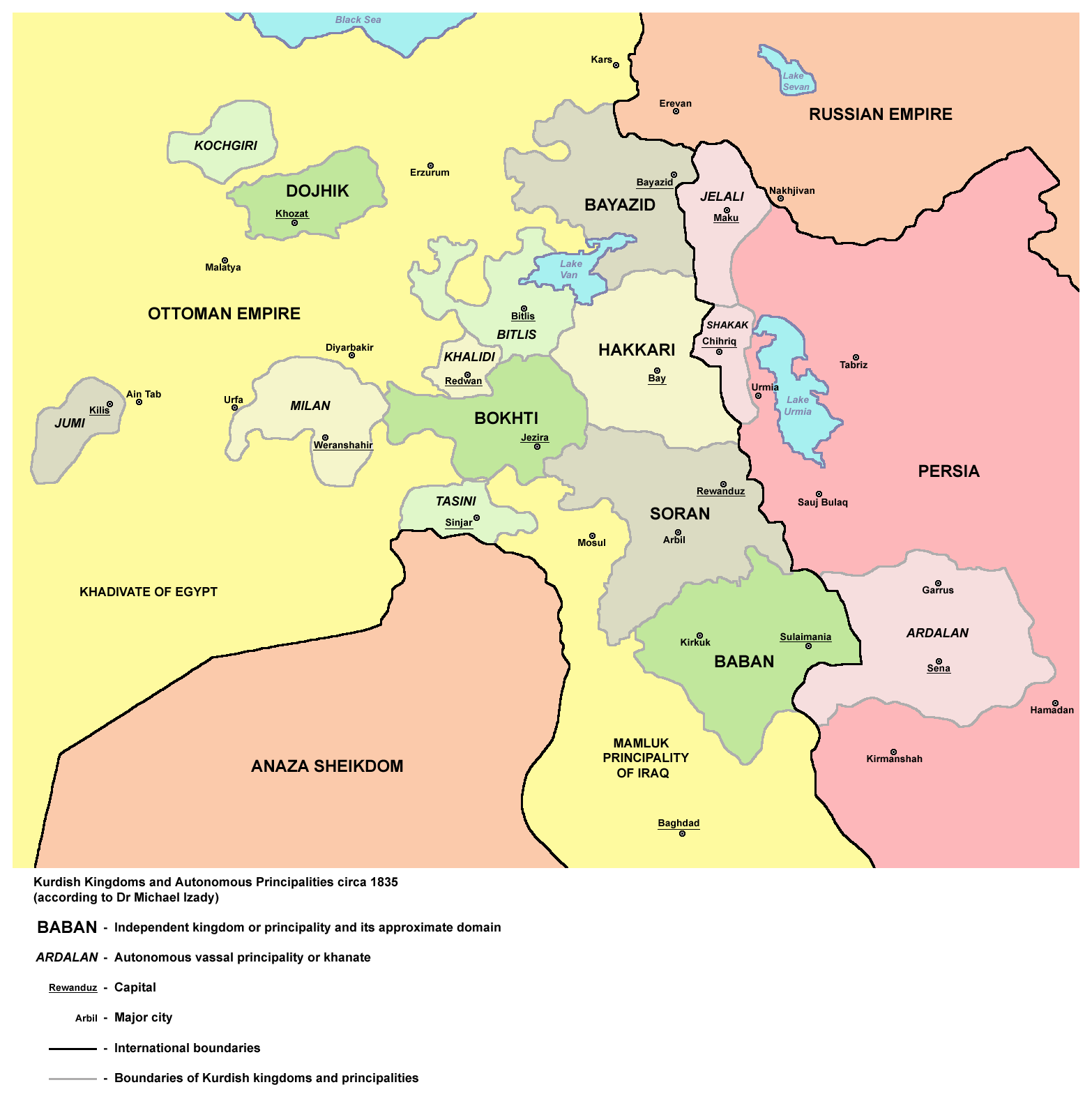

Позднее здесь образовался Бохтанский эмират (Бохти, Джезирский) — полунезависимое племенное образование курдов в составе Османской империи. Столицей его был город Джизре (Джезира, Гзира). Его основой был союз курдских племён бохты (бохти).
В XIV веке официальной религией Бохтана стал езидизм, откуда он позднее стал распространяться в соседние регионы.
В разное время включал земли к юго-западу от Тигра (плато Тур-Абдин), район Сиирта к северу от реки Ботан.
Первая попытка создания независимого курдского государства была предпринята в 1840-х годах Бадрхан-беком, эмиром Бохтана (со столицей Джезире). В 1842 году он начал чеканить монету от собственного лица и совершенно перестал признавать власть султана. Однако летом 1847 г. Бохтан был занят Османскими войсками, эмират ликвидирован, а сам Бадрхан-бек взят в плен и сослан (ум. в 1868 г. в Дамаске).
Новую попытку создать независимый Курдистан предпринял племянник Бадрхана Езданшир. Он поднял восстание в конце 1854 г., воспользовавшись Крымской войной; вскоре он сумел взять Битлис, а за ним и Мосул. После этого Езданшир начал готовить наступление на Эрзерум и Ван. Однако попытка соединиться с русскими не удалась: все его гонцы к генералу Муравьёву были перехвачены, а сам Езданшир был заманен на встречу с османскими представителями, схвачен и отправлен в Стамбул (март 1855 г.). После этого восстание сошло на нет.